# スター・ウォーズ ジェダイ:サバイバー
『スター・ウォーズ ジェダイ:サバイバー』（Star_Wars_Jedi:_Survivor）は2023年4月28日に発売した映画『スター・ウォーズ』をテーマとしたコンピュータゲームである。対応ハードは、PlayStation 5、Xbox Series X/S、PC。
2024年9月18日にPlayStation 4、Xbox One版が発売。

## 概要
今作の時系列は前作の『スター・ウォーズ ジェダイ:フォールン・オーダー』の5年後の世界である。

## キャラクター

### 宇宙船スティンガー・マンティス
カル・ケスティス (Cal Kestis)
演 - キャメロン・モナハン（米) / 日本語吹替 - 相楽信頼（日）
オーダー66の粛清を生き延びた元パダワンの人間の男性。前作から5年経過しており、心身ともにジェダイ・ナイトとして成長している。
日々勢力を増していく帝国軍との戦いに焦りと苛立ちを感じており、それが原因で数年前にマンティスチームを解散していた。
現在は新たに募った仲間たちと共にソウ・ゲレラの反乱活動に参加している。
BD-1
声 - ベン・バート
カルの心強い相棒であるドロイド。好奇心で怖いもの知らずであるため、動くものは何でもスキャンしようとする。
グリーズ・ドリタス (Greez Dritus)
演 - ダニエル・ローバック（米)、かぬか光明（日）
宇宙船スティンガー・マンティスの元船長兼パイロットのラテロの男性。
数年前のマンティスチーム解散後は、反乱活動を続けるカルにマンティスを貸し与えて自身はコーボーのランブラーズ・リーチで「パイルーン・サルーン」という名の酒場をオープンして経営している。
ラテロは４本腕の種族なのだが、過去のとある出来事で右腕の一つをなくしており、現在は義手を装着している。
ナイトシスター・メリン (Nightsister Merrin)
演 - ティナ・イブレフ（米)、木下紗華（日）
ダソミアのナイトシスターの生き残りであるダソミリアンの女性。
数年前のマンティスチーム解散後は、広い銀河を自分の目で見るために銀河中を旅している。
カルには仲間以上の特別な感情を抱いており、時折そういった素振りを見せるものの、ジェダイという立場から中々進展させられないカルの態度にやきもきしている。
ボード・アクーナ (Bode Akuna)
演 - ノシル・ダラル（米）、岡林史泰（日）
カル・ケスティスの新たな仲間になる傭兵、ガンスリンガー。コルサントでの任務からカルたちの仲間に加わる。
過去に賞金稼ぎから奪ったジェットパックと2丁のブラスターでカルを援護する。
ブラボー（Bravo）
演 - Russell Richardson（米）、辻井健吾（日）
数年前のマンティスチームの解散後に新たにマンティスのクルーとなった元共和国軍所属の青年。
コルサントでの任務後の脱出の際に乗っていた機体ごと爆発する。
ギャブス（Gabs）
演 - Britt Baron（米）、堂込聖美（日）
数年前のマンティスチームの解散後に新たにマンティスのクルーとなった女性。犯罪シンジケートで習得したハッキングを特技としている。帝国の追っ手からカルをかばって殺された。
クーブとリズ（Koob and Lizz）
演 - 不明
数年前のマンティスチームの解散後に新たにマンティスのクルーとなった双子のクラトゥイニアン。
ギャブスと同じく帝国の追っ手に殺された。

### ジェダイ関係者
シア・ジュンダ (Cere Junda)
演 - デブラ・ウィルソン（米)、北西純子（日）
ジェダイ・マスターの人間の女性。
元弟子であるトリラが暗黒面に堕ちたことからフォースとの繋がりを絶っていたが、前作の出来事を機に再びジェダイとして活動を始める。
数年前のマンティスチームの解散後は、生き残りのジェダイやフォース感応者を保護しているフォース崇拝者集団の「隠された道」と合流し、書士として惑星ジェダの隠れ家でジェダイ・アーカイブの再建を目指している。
イーノ・コルドヴァ (Eno Cordova)
演 - トニー・アメンドーラ（米)、山内健嗣（日）
シアの師であるジェダイ・マスターの人間の男性。
ジェダイの滅亡を事前に予期し、ジェダイ評議会に訴えたものの相手にされなかったため姿をくらましていた。
失踪中はいなくなってしまったゼフォの痕跡を求めて銀河中を旅していたが、「隠された道」の活動を知り弟子であるシアの元に戻り行動を共にするようになる。
サンタリ・クリィ (Santari Khri)
声 - トレイシー・イフェアチョア（米)、大津愛理（日）
200年前の高共和国時代のジェダイである人間の女性。
コーボー深淵に隠された未知の惑星であるタナローをジェダイの聖地とするために惑星コーボーやその月にコーボー深淵やタナローを研究するための施設を建設した。
ZN-AAの高共和国時代のマスターであり、とある事情で彼女のメモリー・バンクからコーボー深淵の航行方法を全て削除している。

### コーボー
ドーマ・デンドーラ(Doma Dendra)
声 - レベッカ・ウィソッキー（米）、きそひろこ（日）
コーボーの非公式な市長であり、ランブラーズ・リーチのまとめ役のワルーナの女性。初期の探鉱者の生き残りであり、何十年も無法者から村を守ってきた。
普段は雑貨店を営んでおり、彼女の店でパイロライト鉱石と引き換えに衣装や酒場で流せるBGMを購入できる。
モージー・シンマロン(Mosey Cimarron)
声 - エリザベス・フランシス（米）、きそひろこ（日）
村の厩舎を管理している人間の女性。狂暴な野生動物を狩ることに長けたハンター。
初めてコーボーにやってきたカルにランブラーズ・リーチまでの道筋を教える。
アッシュ・ハビ (Ashe Javi)
声 - アンディ・レネ・クリステンセン（米）、ニケライ・ファラナーゼ（日）
コルサントでも有名なDJ。コーボー特有のサウンドを録音するためにDD-ECと共にやってきた。
彼らにパイルーン・サルーンを紹介すると、入手したミュージックトラックをサルーンのブースで再生することができるようになる。
ケイジ・ヴァンダ(Caij Vanda)
声 - ベローナ・ブルー（米）、三日尻望（日）
賞金稼ぎのノートランの女性。パイルーン・サルーンのボックス席を占領する形で居座っており、カルを狙うハクシオン・ブルードの賞金稼ぎの居場所を教えてくれる。
倒した賞金稼ぎのホロパックと引き換えにBD-1のアップデートパーツやブラスターのパーツを購入できる。
スクーバ・スティヴ(Skoova Stev)
声 - JB・ブラン（米）、烏丸祐一（日）
釣りの達人であるサカヴィアンの男性。カルの行く先々の水場で釣りをしては昔話を聞かせてくれる。
彼が釣った魚は、パイルーン・サルーンにある水槽で観賞することができる。
ターグル(Turgle)
声 - リチャード・ホーヴィッツ（米)、新田純輝（日）
悪知恵が働くばかりにレイダーや帝国軍とトラブルばかり起こしている男。レイダーに殺されかけていたところをカルに救われて恩義を感じるようになる。
モラン(Moran)
声 - 不明（米）、板取政明（日）
貿易商を営んでいたミリアランの男性。酒場にカルが来る度に自身のこれまでの身の上話を聞かせてくる。
トア(Toa)
声 - 不明
考古学者のトワイレックの女性。高共和国時代の施設などを研究している。
酒場ではカルに高共和国時代のジェダイの瞑想場についての情報を教えてくれる。
グロック(Grock)
声 - 不明（米）、桂一雅（日）
貿易商兼整備士の男性。ダーナと組んでおり、コーボーには財宝を探すためにやってきた。
ダーナ(Dana)
声 - 不明（米）、 ニケライ・ファラナーゼ（日）
解体屋の人間の女性。常に一攫千金を狙っており、グロックとコンビを組んで活動している。
ツーラック(Tulakt)
声 - 不明
占い師の女性。不明瞭ながら未来を予知することができる。通常は有料のところ、カルに対しては無料で占ってくれる。
ジグ・ソーザ(Zygg Soza)
声 - 不明
生まれも育ちもコーボーの人間の女性。機械の扱いに長けており、村にある機械の修理や整備を行ってる。自身と気の合うパートナーを探し求めている。
彼女がウィニとコンビを組んでからは村の各所にアセンションケーブル用の端末が設置される。
ウィニ・エレス(Wini Eres)
声 - 不明（米）、坂本悠里（日）
生まれも育ちもコルサントの女性。インテリアデザイナーであり、都会の華やかさに嫌気が差してコーボーへやってきた。
M-6NK (モンク)
声 - クリス・ディアマントポロス（米)、小手川拓也（日）
グリーズが経営する酒場「パイルーン・サルーン」で働くお喋りなドロイド・バーテンダー。
ZN-A4 (ジー)
声 - Kendal Rae（米)、三日尻望（日）
200年前の高共和国時代のドロイド。ランブラーズ・リーチの地下にある瞑想場で機能停止していたところをカルに助けられる。
高共和国時代のデータディスクと引き換えに新しいパークやBD-1のパーツを購入できる。
ハール(Harr)
声 - 不明（米）、鷲見昂大（日）
オヴィッシアンの男性。噂好きのゴシップ魔であり、ランブラーズ・リーチに住む者たちの様々な噂話を知っている。
ビーマとトゥーリ（Bhima and Tulli）
声 - 成瀬誠（ビーマ）（日）、不明（トゥーリ）（日）
ホロタクティクス・ゲームを運営している二人。ゲームに使用する狂暴な野生動物の記録中に高台から動けなくなってしまい通りがかったカルに助けを求める。
彼らを助けることでパイルーン・サルーンにホロタクティクス・ゲームの筐体を設置することができる。
グルーとギド（Gulu and Gido）
声 - トミー・アール・ジェンキンス（グルー）（米）、不明（ギド）（米）
人間とトロダトームの老人。コーボーに最初期にやってきた入植者で常に二人で行動しており、視界に入るもの全てに対して冗談を言ってはからかって嘲笑している。
ピリ・ウォルド（Pili Walde）
声 - 不明（米）、芳野由奈（日)
植物学者の女性。ジェダの僻地で植物を育てていたところカルと出会い、コーボーへの移住を勧められる。
コーボー移住後は、パイルーン・サルーンの屋上庭園でカルのガーデニングのサポートをするようになる。

### ベッドラム・レイダー
ダガン・ゲラ (Dagan Gera)
声 - コーディー・ファーン（米）、渡辺紘（日）
200年前の高共和国時代のジェダイ。過去に右腕を切断されており、幽閉される形で200年間バクタ・タンクの中で傷を癒していた。
カルの手によって解放された後は、レイヴィスと共にベッドラム・レイダーを支配しタナローを目指す。
当時のジェダイ・オーダーが見捨てたタナローに執着するあまり、既に暗黒面に堕ちてしまっている。
レイヴィス(Rayvis)
声 - D. C. Douglas（米）、外崎友亮（日）
ベッドラム・レイダーを纏めるゲン・ダイの戦士。200年前にダガン・ゲラとの決闘に敗れており、以降は彼に服従の誓いを立てている。

### 銀河帝国軍
ナインス・シスター (Ninth Sister)
声 - ミスティ・リー（米）、きそひろこ（日）
帝国軍の尋問官の一人でドウーティンの女性。本名はマサナ・タイド。
前作のキャッシークでのカルとの戦闘で右腕を斬り落とされ木の上から落ち、生死不明だったが今作で生存が判明した。
コルサントから脱出しようとするカルたちの前に再び立ち塞がる。
ダース・ベイダー (Darth Vader)
声 - スコット・ローレンス（米）、中村浩太郎（日）
皇帝の腹心の部下で、シスの暗黒卿。本名はアナキン・スカイウォーカー。
ジェダでシアと対決する。
ランク・デンヴィック (Lank Denvik)
声 - ギデオン・エメリー（米）、佳月大人（日）
帝国保安局のノヴァ・ガロン基地の司令官兼主任監督官。クローン大戦時代は共和国軍の情報部に所属していた。

### その他
カタ・アクナ (Kata Akuna)
声 - Tajinae Turner（米）、石川藍（日）
ボードの一人娘。幼い頃に母親を亡くしており、現在は父親であるボードと暮らしている。
ダホ・セジャン (Daho Sejan)
声 - TJ Ramini（米）、堀越富三郎（日）
ウータパウ代表のパウアンの帝国元老院議員。彼の持つ帝国の機密情報を手に入れるためにコルサントに向かうところから本作は始まる。
ボバ・フェット(Boba Fett)
声 - テムエラ・モリソン（米）、金田明夫（日）
マンダロリアン・アーマーを身に纏った銀河中に名を馳せる凄腕の賞金稼ぎ。